# Interessenverband Gäu-Neckar-Bodensee-Bahn
Der Interessenverband Gäu-Neckar-Bodensee-Bahn ist ein Zusammenschluss von Institutionen aus Politik und Wirtschaft mit dem Ziel, das Verkehrsangebot auf der Gäubahn weiterzuentwickeln. Vorrangig geht es um den zweigleisigen Ausbau der Strecke.
Der lose Zusammenschluss wurde 1954/55 von Gemeinden an der Strecke gegründet. Mittlerweile gehören auf deutscher Seite auch die Landkreise, Regionalverbände sowie Industrie- und Handelskammern zu den Mitgliedern, auf Schweizer Seite Kommunen, Kantone und Verwaltungsstellen zwischen Schaffhausen und Zürich.
Feste Strukturen gibt es nicht. Die Geschäfte des Verbands werden beim  Regionalverband Schwarzwald-Baar-Heuberg geführt. Vorsitzende waren unter anderem von 1987 bis 2001 der ehemalige Oberbürgermeister von Rottweil, Michael Arnold, von 2001 bis  2009 Michael Theurer und seitdem Guido Wolf.